# Joaquim Sapinho
Joaquim Sapinho, né le 22 août 1964 à Sabugal au Portugal, est un réalisateur, producteur et scénariste portugais de cinéma.

## Biographie
Joaquim Sapinho étudie à l'École supérieure de théâtre et de cinéma (Lisbonne), auprès d'António Reis, Paulo Rocha et Alberto Seixas Santos. Par la suite il devient lui-même enseignant de réalisation dans cette école.
Il commence sa carrière en tant que documentariste pour la télévision, avant de réaliser son premier film. En 1995 son film Corte de Cabelo (Haircut) est nommé pour le Golden Leopard au Festival international du film de Locarno. En 1999 son film Glória est en compétition à la Berlinale, et en 2011 Deste Lado da Ressurreição est présenté au Festival international du film de Toronto.
Il est également producteur et scénariste. Il a fondé la société de production Rosa Filmes.

## Filmographie

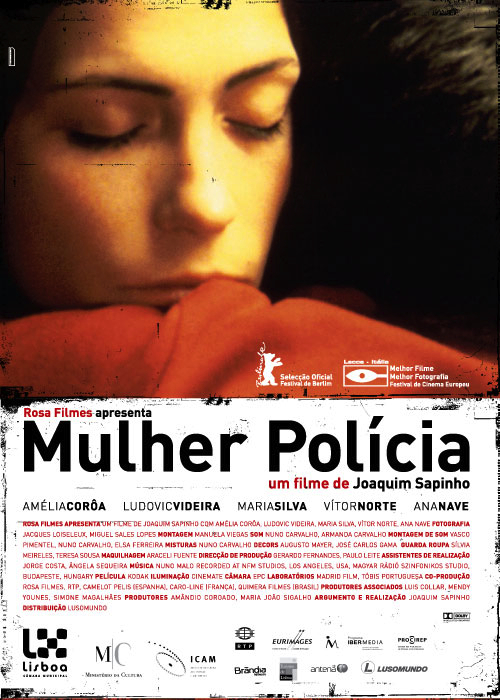
Affiche de Mulher Polícia.

- 1988 : À Beira-Bar (court métrage)
- 1994 : Julião Sarmento (documentaire)
- 1995 : Corte de Cabelo (réalisateur)
- 1999 : Glória de Manuela Viegas (scénariste)
- 2003 : A Mulher Polícia (réalisateur)
- 2005 : Diários da Bósnia (pt) (réalisateur)
- 2011 : Deste Lado da Ressurreição (pt) (réalisateur)
- 2011 : O Que Há De Novo No Amor? (pt)
- 2016 : La Mort de Louis XIV (coproducteur)
- 2022 : Pacifiction : Tourment sur les Îles (coproducteur)